# 실리콘투
주식회사 실리콘투(영어: SILICON 2)는 대한민국의 화장품 유통 기업이다.

## 역사
2002년 1월 18일에 설립되었으며 동년 10월에 본사를 경기도 성남시 분당구 야탑동 537-2 덕인빌딩 301, 302호로 이전하였다.
2021년 9월 29일에 코스닥 시장에 상장하였으며 2022년에 1대 5 무상증자를 실시하였다.
2025년 크레딧 사모펀드 글랜우드크레딧을 대상으로 전환상환우선주를 인수하는 형식의 1,440억원 규모의 제3자 배정 유상증자를 실시하였다.

## 대표 브랜드
- 조선미녀
- 아누아

### 관련 문헌
- “역성장한 실리콘투, 3월 두바이 지사 설립”. 《한국경제》. 2025년 2월 26일.